# 耶路撒冷教堂

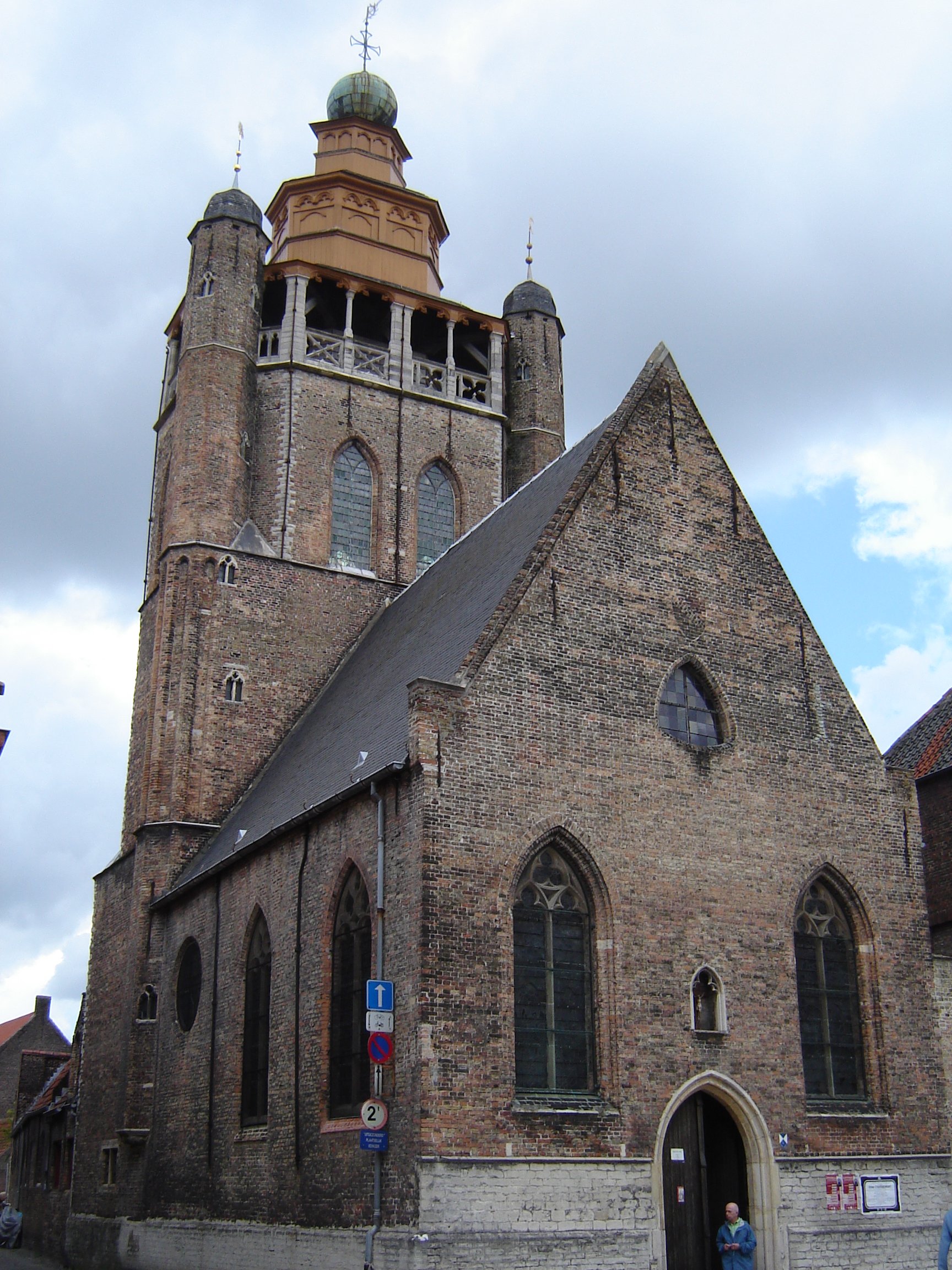
耶路撒冷教堂

耶路撒冷教堂（荷蘭語：Jeruzalemkerk）位于比利时布鲁日，由13世纪从热那亚迁来弗兰德的欧庇修斯·阿多内斯（Opicius Adornes）的后裔建于15世纪上半叶。
耶路撒冷教堂由阿多内斯协会拥有，该协会的主席是林堡-斯蒂勒姆伯爵亨利。它是比利时的少数私人教堂。这座教堂由阿多内斯家族兴建于15世纪，模仿了耶路撒冷的圣墓教堂。雅各布·阿多内斯和他的弟弟彼得二世曾前往耶路撒冷朝圣。该教堂钟楼上仍然是耶路撒冷十字。
内饰的特点是独特的花窗玻璃，包括彼得·阿多内斯二世（Pieter II Adornes）和他的妻子。安瑟倫·阿多内斯（Anselmus Adornes）和他的妻子玛格丽特·范·德·班克（Margareta van der Banck）的坟墓也在这里。 